# Asma Sammoud
Asma Sammoud, née en 1993, est une nageuse tunisienne.

## Carrière
Asma Sammoud est médaillée de bronze sur 50 mètres dos aux championnats d'Afrique 2012 à Nairobi, où elle obtient une médaille de bronze en 200 mètres dos.
Elle dispute les Jeux africains de 2015 à Brazzaville, obtenant deux médailles de bronze sur 4 × 100 m nage libre et sur 4 × 100 m quatre nages. Aux championnats arabes 2016 à Dubaï, elle remporte la médaille d'argent sur 50 mètres dos et cinq médailles de bronze (sur 50 et 100 mètres papillon, sur 4 × 100 m nage libre, sur 4 × 100 m quatre nages et sur 4 × 200 m nage libre).